# 小行星1866
小行星1866（1866 Sisyphus）是一颗围绕太阳公转的小行星。1972年12月5日，保羅·維爾特在齐美尔瓦尔德发现了此天体。
該小行星以希臘神話的人物薛西弗斯命名。
这颗小行星的绝对星等为293.0610864785018等。